# سيد فيليبس
سيد فيليبس (بالإنجليزية: Syd Phillips)‏ هو لاعب كرة قدم أسترالية أسترالي، ولد في 27 مايو 1874 في فيتزوري ‏ في أستراليا، وتوفي في 25 أغسطس 1960 في برث في أستراليا.

## وصلات خارجية
- سيد فيليبس على موقع AustralianFootball.com (الإنجليزية)
- سيد فيليبس على موقع AFLtables.com (الإنجليزية)